# کالیسوکوس

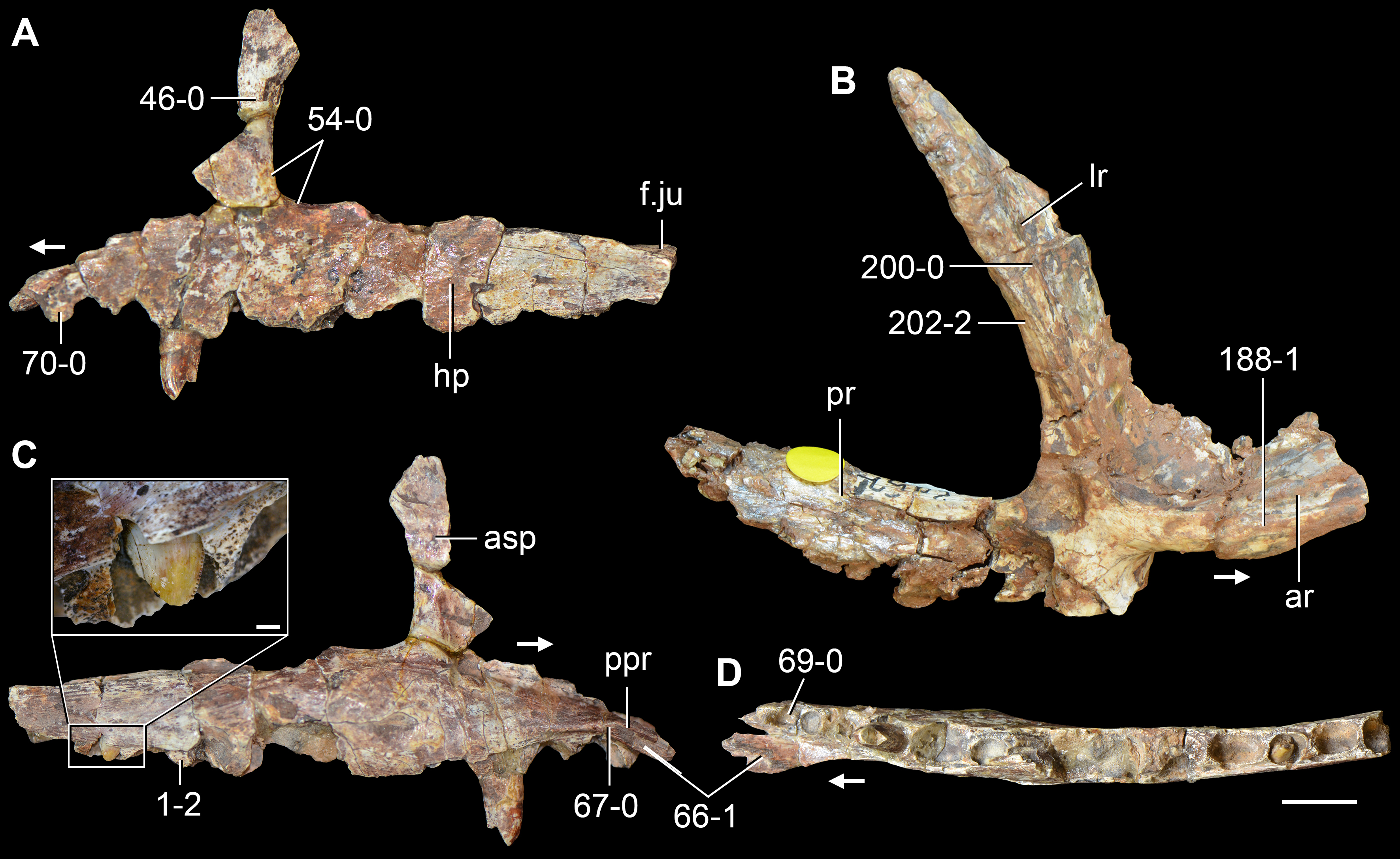
تصویری از استخوان های کالیسوکوس

کالیسوکوس (نام علمی: Kalisuchus) نام یک سرده از تیره نخست‌سوسماران است.